# Fluch der Karibik
Fluch der Karibik (Originaltitel Pirates of the Caribbean: The Curse of the Black Pearl) ist ein US-amerikanischer Piratenfilm von Gore Verbinski aus dem Jahr 2003 und der erste Teil der Filmreihe Pirates of the Caribbean. Produzent war Jerry Bruckheimer.
Der Film erzählt die Geschichte des Piraten-Kapitäns Jack Sparrow, der das Piratenschiff Black Pearl wieder in seinen Besitz bringen will. Dabei trifft er auf Will Turner, der die von Piraten mit der Black Pearl entführte Elizabeth Swann retten will.

## Handlung
Im 18. Jahrhundert findet ein britisches Schiff mitten auf dem Meer, zwischen den Trümmern eines anderen Schiffs, den im Wasser treibenden Jungen Will Turner. Um seinen Hals trägt er ein Medaillon. Als Will an Bord geholt wird, entdeckt Elizabeth Swann, die etwa gleichaltrige Tochter des britischen Gouverneurs der Insel Port Royal, das Medaillon. Da darauf ein Totenkopf abgebildet ist, fürchtet sie, Will sei ein Pirat und man könne ihn am Medaillon als solchen erkennen. Sie nimmt deshalb das Goldstück heimlich an sich.
Acht Jahre später arbeitet Will als Geselle eines Waffenschmieds im karibischen Hafen Port Royal, in dem Elizabeth mit ihrem Vater lebt. Eines Tages kommt der Pirat Jack Sparrow unerkannt auf die Insel. Kaum ist er an Land gegangen, stürzt Elizabeth – durch ein enges Korsett am Atmen gehindert – ohnmächtig von einer Festungsmauer ins Meer. Jack kann Elizabeth retten, wird jedoch von Commodore Norrington, der Elizabeth gerade einen Heiratsantrag machen wollte, als Pirat erkannt und verhaftet. Norrington macht abfällige Bemerkungen darüber, dass Jack nur einen Schuss in seiner Pistole, kein Schießpulver und einen Kompass habe, der nicht Richtung Norden zeige. Bei der ersten sich bietenden Gelegenheit nimmt Jack Elizabeth kurzzeitig als Geisel und entkommt den königlichen Truppen. Um sich zu verstecken, bricht er in eine Schmiede ein und befreit sich von den Ketten. Will kommt zurück und bemerkt, dass sich in seiner Abwesenheit etwas geändert hat. Jack bedroht ihn mit seinem Säbel, will aber nicht gegen ihn kämpfen, da er auf der Flucht ist. Will fordert Jack aber heraus, was Jack durch Taktieren zu einem kurzen Duell machen will, als er in der Nähe des Ausgangs steht. Will hindert ihn jedoch daran, indem er mit einem geschleuderten Säbel den Türriegel blockiert. Als Jack zur Hintertür gehen will, stellt sich Will ihm in den Weg. Es gelingt ihm, Jack zu entwaffnen, worauf dieser seine Pistole zieht. Will beschuldigt ihn des Schwindels in einem fairen Kampf, woraufhin Jack antwortet, dass er ein Pirat sei. Die königlichen Truppen versuchen, in die Schmiede zu gelangen, woraufhin Jack sagt, dass der Schuss, den er habe, nicht für Will bestimmt sei. Daraufhin wird er vom betrunkenen Schmiedemeister, der während der ganzen Szene geschlafen hat, mit einer Flasche niedergeschlagen und von den eindringenden königlichen Truppen erneut verhaftet.
Bei ihrem Sturz ins Meer trug Elizabeth Wills Medaillon bei sich. Während sie langsam zum Meeresgrund sank, sandte es eine Schockwelle aus und ein starker Wind kommt auf. In der folgenden Nacht überfällt die unter einem Fluch stehende Besatzung der Black Pearl die Inselbewohner und entdeckt bei Elizabeth das goldene Medaillon. Elizabeth beruft sich auf das Recht des Parley (französisch für „sprechen“, „reden“), bei dem Verhandlungen zwischen Angegriffenen und dem Piratenkapitän möglich sind. Um nicht als Tochter des Gouverneurs erkannt zu werden, gibt sie sich als Elizabeth Turner aus. Sie wird zur Black Pearl gebracht. Zwei Piraten dringen in das Fort ein, wo sie hoffen, die Waffenkammer zu finden, jedoch nur in das Gefängnis kommen. Dort treffen sie Jack, der bisher geglaubt hat, der Fluch sei nur eine Legende, bis einer der Piraten seinen Arm durch die Gitterstäbe steckt und dieser im einfallenden Mondlicht zu einem Skelett wird.
Am nächsten Tag planen Norrington und seine Männer das weitere Vorgehen, was Will nicht schnell genug geht, weil er Elizabeth in Gefahr sieht. Er wird jedoch barsch abgewiesen, da er nur ein Schmied sei und diese Operation gut durchgeplant werden müsse. Will bittet daraufhin Jack, ihm mit seinen Piratenkenntnissen bei der Suche nach Elizabeth zu helfen, da er sie liebt. Jack verspricht seine Hilfe, woraufhin Will ihn aus dem Gefängnis befreit. Tatsächlich aber will Jack Will dazu benutzen, die Black Pearl wiederzugewinnen.
Die beiden starten ein Täuschungsmanöver, indem sie das Flaggschiff der Navy, die Dauntless, kapern und das Ruder blockieren, so dass das Schiff im Kreis segelt. Die Interceptor, das schnellste Schiff der Flotte, nimmt die Verfolgung auf und erreicht die Dauntless schnell. Alle Besatzungsmitglieder stürmen auf die Dauntless. Unterdessen schwingen sich Jack und Will auf die Interceptor, kappen die Leinen und segeln aus dem Hafen zur Verfolgung der Black Pearl. Auf dem Weg erfährt Will einen Großteil der Vorgeschichte: Jack war in der Karibik Kapitän des Piratenschiffs Black Pearl. Als die Besatzung des Schiffs unter der Führung des Ersten Maats Barbossa meuterte, wurde Jack auf einer einsamen Insel ausgesetzt. Die Piratenehre gebietet es, einem Ausgesetzten eine Pistole mit einem Schuss zu überlassen, damit er nicht verhungern muss, sondern sich gegebenenfalls selbst erschießen kann. Diese Pistole mit einem Schuss trägt Jack noch immer bei sich.
Nach einem Umweg über die Pirateninsel Tortuga, auf der Jack eine neue Besatzung für die Interceptor verpflichtet, gelangen sie bei der Verfolgung der Black Pearl auf die Isla de Muerta. Zwischenzeitlich erfährt man, was es mit dem Fluch auf sich hat: Nach der Meuterei gegen Jack stahl die Besatzung der Pearl aus einer Höhle auf der Insel Isla de Muerta (wohl nach Isla de la Muerte, spanisch für „Insel des Todes“) einen Aztekenschatz, der aus den Raubzügen des spanischen Konquistadors Hernán Cortés stammt. Auf diesem Schatz lastet ein Fluch, der die gesamte Besatzung in Untote verwandelt, die im Mondschein die Gestalt von Skeletten annehmen und denen der Genuss an Essen und Trinken genommen wurde. Der Fluch kann nur gebrochen werden, indem das gesamte Aztekengold an den Fundort zurückgebracht wird; zusätzlich müssen alle, die etwas von dem Gold an sich genommen haben, einen Blutpreis zahlen.
Alles Gold bis auf ein einziges Medaillon wurde zurückgebracht und der Blutpreis von allen Piraten der Black Pearl bezahlt, mit Ausnahme von Bill Turner (Stiefelriemen Bill), der eine der Goldmünzen aus Protest gegen die Meuterei seinem kleinen Sohn Will sandte und dafür im Meer versenkt wurde. Deshalb sucht die Besatzung nun das Blut eines Nachfahren von Turner und natürlich jenes Medaillon, weshalb sie Elizabeth entführt haben. Dort angekommen wollen die untoten Piraten den fehlenden Blutpreis mit Elizabeths Blut bezahlen. Das misslingt jedoch, da Elizabeth nicht die gesuchte Nachfahrin des Piraten Turner ist. In der Aufregung um den Fehlschlag gelingt es Will, mit Elizabeth und der Besatzung der Interceptor zu fliehen. Jack hingegen wird von den Piraten gefangen genommen. Mit ihm an Bord nimmt die Besatzung der Black Pearl die Verfolgung der Interceptor auf.
In einer Seeschlacht wird die Interceptor versenkt, ihre Besatzung sowie Will und Elizabeth werden gefangen genommen. Um Elizabeth zu helfen, offenbart Will den Piraten, dass er der gesuchte Nachfahre Turners ist. Die Piraten setzen Elizabeth und Jack auf derselben einsamen Insel aus, auf der sie Jack schon einmal ausgesetzt hatten. Barbossa kommentiert, dass er zwar zugestimmt habe, Elizabeth und Jack freizulassen, aber nicht spezifiziert wurde, wo und wann. Auf der Insel offenbart Jack, dass diese von Rumschmugglern als Lager genutzt wurde und dass er nur drei Tage dort blieb, bis die Schmuggler auftauchten und ihn mitnahmen. Nach einer durchzechten Nacht mit dem verbliebenen Rum macht Elizabeth durch ein großes Feuer ein Schiff der britischen Marine auf sie aufmerksam – es ist die Dauntless unter Führung von Commodore Norrington, der sich mittlerweile auf die Suche nach Elizabeth begeben hatte. Elizabeth und Jack werden an Bord genommen und überreden Norrington, die Verfolgung der Black Pearl aufzunehmen. Sie teilen ihm allerdings nicht mit, dass die Piraten Untote sind.
An der Isla de Muerta eingetroffen, überzeugt Jack den Commodore, dass er die Schatzhöhle allein aufsuchen und die Piraten dazu überreden werde, herauszukommen, um sie so in einen Hinterhalt zu locken. Bei den Piraten angekommen, verrät Jack ihnen jedoch den Hinterhalt und gewinnt Anführer Barbossa für den Plan, das Schiff der britischen Marine zu kapern und in eine von Kapitän Barbossa angeführte Flotte einzugliedern. Jack würde dann wieder Kapitän der Black Pearl werden. Fast alle Piraten begeben sich daraufhin zum Schiff der Engländer und beginnen ein Gefecht mit den Marinesoldaten. Unterdessen befreit Jack in der Höhle Will und beginnt ein Degenduell mit dem dort verbliebenen Barbossa. Heimlich hat Jack eine der Goldmünzen des Aztekenschatzes an sich genommen und ist so auch untot geworden, weshalb er und Barbossa sich nicht gegenseitig töten können. Will kann schließlich den Fluch aufheben, und Jack erschießt den nun sterblichen Barbossa. Die gegen die Engländer kämpfenden Piraten ergeben sich, da auch sie nun verwundbar sind.
Zurück im Hafen von Port Royal soll Jack für seine Verbrechen gehängt werden, doch Will und Elizabeth ermöglichen ihm in letzter Sekunde die Flucht auf die Black Pearl. Während Will und Elizabeth sich ihre Liebe gestehen, segelt Jack auf der Black Pearl auf die offene See hinaus. Nach dem Abspann sieht man, wie der Affe von Barbossa auf der Isla de Muerta eine der Aztekenmünzen aufnimmt und wieder untot wird.

## Produktion
Das Drehbuch des Films stammt von Ted Elliott und Terry Rossio. Zu Beginn der 1990er-Jahre wurde es den Leitern der Walt Disney Company vorgelegt, allerdings lehnten diese eine Verfilmung zunächst ab.
Die Produktion des Films kostete 140 Millionen US-Dollar (119,6 Mio. Euro; 111,9 Mio. Schweizer Franken). Zusätzlich wurden 40 Millionen US-Dollar (34,2 Mio. Euro; 32 Mio. Schweizer Franken) für Werbung ausgegeben. Viele Mitwirkende litten an Seekrankheit, was die Dreharbeiten erschwerte.
An einem Drehort brach ein Brand aus, der einen Schaden von 350.000 US-Dollar (299.000 Euro; 280.000 Schweizer Franken) verursachte.

### Pastiches
Der Film enthält Pastiches als Hommagen an andere Filme: Die Szene, in der Jack Sparrow auf dem sinkenden Schiff in den Hafen Port Royals einläuft, ist eine Hommage an den Buster-Keaton-Film Der Navigator von 1924. Die Szene, in der Sparrow und Turner unter dem Ruderboot auf dem Meeresgrund langlaufen, stammt aus dem 1952 gedrehten Film Der rote Korsar mit Burt Lancaster. Das Motiv des erzwungenen gemeinsamen Abendessens mit Barbossa und das Kleid, das Elizabeth dazu tragen muss, stammen aus Jäger des verlorenen Schatzes.
Sowohl Kulissen als auch einzelne markante Filmszenen weisen, wie die Disney-Filme Im Jenseits sind noch Zimmer frei und Die Geistervilla, absichtlich Parallelen zu einer Attraktion in den Disney-Freizeitparks auf. Die Park-Attraktion Pirates of the Caribbean diente als Vorlage. Die Szene, in der die im Gefängnis einsitzenden Piraten versuchen, einen Hund, der einen Schlüsselbund im Maul hält, mit Hilfe eines Knochens anzulocken, war Bestandteil der Park-Attraktion. Gleiches gilt für eine Filmszene, in der Jack Sparrow den Piraten Gibbs in einem Stall, von Schweinen umringt, schlafend vorfindet. Überdies hat man die Bühnenbilder von Tortuga sowie der Höhle auf der Isla de Muerta den Kulissen der Attraktion angepasst.
Nach dem großen Filmerfolg wurde die Attraktion in dem Themenpark in Orlando erneuert und Teile der Handlung des Films eingebaut.
Das Lied Yo Ho (A Pirate’s Life For Me) wurde 1967 als Titellied der Park-Attraktion von George Bruns komponiert, der Text stammt von Xavier Atencio in Anlehnung an die Erzählung Dead Man’s Chest in Robert Louis Stevensons Roman Die Schatzinsel (1881). Das Lied wird zu Beginn des Films von Elizabeth während der Überfahrt von England, später von Elizabeth und Jack gemeinsam auf der Insel, auf der sie ausgesetzt werden, sowie in der Schlussszene von Jack gesungen.
Vince Lozano stellt den Piraten Jacoby dar, dessen Bart ständig brennt. Als Vorlage diente der reale Pirat Blackbeard, der sich vor Schlachten brennende Lunten in den Bart band.

### Drehorte
Um die Authentizität zu wahren, wollte Verbinski den Film in der Karibik drehen. Das stellte sich als schwierig heraus, weil viele Orte stark besiedelt oder touristisch erschlossen waren. Schließlich entschied man sich für das vergleichsweise gering besiedelte St. Vincent. Man ließ dort in der Ankerbucht Wallilabou Bay an der Westküste der Insel Bootsstege und Gebäude als Kulissen fertigen. Mehrere hundert Einheimische wurden als Komparsen angestellt.
In dem ehemaligen Meeres-Themenpark Marineland in Kalifornien wurde aus Zement und Gipswänden ein Fort für den Hafen von Port Royal errichtet. Der Drehort wurde wegen der Ähnlichkeit der Sonnenverläufe in Marineland und St. Vincent gewählt.
Das Haus des Gouverneurs konnte kein reales sein, da es im Film von den Piraten in Brand gesetzt und teilweise zerstört werden sollte. Aus diesem Grund baute man die inneren Räumlichkeiten in den Raleigh Studios in Manhattan Beach und errichtete eine Fassade in Marineland, die in Brand gesetzt werden konnte.

### Spezialeffekte bei Schiffen und Piraten
Spezialeffekte wurden auch bei der Visualisierung des Piratenschiffs Black Pearl und zweier Militärschiffe, der Interceptor, des schnellsten Kriegsschiffs der damaligen britischen Flotte, und der 50 m langen Dauntless, eines großen britischen Linienschiffes mit hundert Kanonen an Bord, eingesetzt.
Der Black Pearl wollte Gore Verbinski Symbolcharakter verleihen, indem er sie als eine Art Geisterschiff mit zerschlissenen Segeln darstellte. Sie wurde im Spruce Goose Dome in Long Beach konstruiert. Tests hatten gezeigt, dass der Dreh auf offener See sehr gefährlich war, daher wurden einige Dreharbeiten in den Spruce Goose Dome verlegt. Die Takelage weist allerdings zahlreiche Anachronismen auf – so ist z. B. die Gaffel in einer Weise getakelt, die während der ersten Jahrzehnte des 18. Jahrhunderts üblich war, während alle anderen Schiffrisse mindestens aus den 1770er Jahren datieren.
Mangels Verfügbarkeit von realen Schiffen in einer der Dauntless vergleichbaren Kategorie, wie etwa die Victory im Museumshafen von Portsmouth, wurden für die Dreharbeiten Modelle und Kulissen des Bugs, Mittel- und Heckabschnitts für Großaufnahmen auf einen Lastkahn montiert und im Endschnitt mittels CGI-Technik verknüpft.

Die Lady Washington 2005 vor der Küste Südkaliforniens

Die Interceptor wurde durch die Brigg Lady Washington dargestellt, die für die Filmaufnahmen in die Karibik gesegelt werden musste. Die Lady Washington ist eine Reproduktion des ersten US-amerikanischen Schiffs, das 1789 an der pazifischen Nordwestküste anlegen konnte. Für die Aufnahmen wurde die Außenseite der Lady Washington neu gestrichen, um ihre Schiffsfarben im Schwarzblau-Ocker-Karo der britischen Marine zu Anfang des 18. Jahrhunderts als Interceptor an die der Dauntless anzupassen. Außerdem wurden die Schiffsräume verändert und neue Stückpforten für die speziell angefertigten Kanonen sowie ein „historisches“ Steuerrad eingebaut. Die Arbeiten an dem Schiff dauerten 49 Tage. Auch für die Interceptor konnte nicht gänzlich auf ein Modell verzichtet werden, da es Szenen zu drehen gab, die man mit der Lady Washington nicht realisieren wollte. Zum Beispiel hätte die Lady Washington Dreharbeiten für außergewöhnlich heftige Sturm-Szenen kaum unversehrt in Orkanen auf offener See überstanden.
Die Szenen mit den Miniaturmodellen wurden in einem 20 Meter mal 40 Meter großen und 1 Meter tiefen Wasserbecken gefilmt. Man entschloss sich für diese Art des Filmens, weil es auf dem offenen Meer zu teuer und zu gefährlich gewesen wäre. Außerdem benötigten einige Szenen das Sprengen von Schiffen. Die Schiffsmodelle wurden mit Hilfe von Unterwasservorrichtungen bewegt. Um einen Sturm auf offener See zu simulieren, wurden große Ventilatoren, Wassertanks, die ca. 3000 Kubikmeter Wasser fassten, sowie zwei Wellenmaschinen benutzt. Jerry Bruckheimer hatte ursprünglich vor, den Wassertank zu mieten, der für die Dreharbeiten von Titanic benutzt worden war. Allerdings war dieser gerade belegt, da Peter Weir dort Szenen für seinen Film Master & Commander – Bis ans Ende der Welt realisierte.
Bei der Gestaltung der Piratenskelette blieben typische äußere Merkmale der dargestellten Personen erhalten, indem sie mittels Motion Capture auch auf das jeweilige Skelett, das per CGI erstellt wurde, übertragen wurden. Um die verschiedenen Verwesungszustände darzustellen, wurde (frisches) Truthahnfleisch fotografiert und die jeweilige Fleischstruktur auf die Knochen der Skelette übertragen. Hinzu kamen Details wie Fleischfetzen oder Haare. Die Skelette wurden in den Film eingebaut, indem man eine Aufnahme der Schauspieler, die durch Skelette ersetzt werden sollten, als Vergleich sowie eine Aufnahme bei gleicher Kameraeinstellung, aber ohne die Schauspieler filmte, in die dann die computergenerierten Skelette eingesetzt wurden.

### Kostüme und Masken
Gore Verbinski wollte es laut eigenen Angaben vermeiden, Piraten durch Klischees, wie zum Beispiel Augenklappen, darzustellen. Stattdessen wollte er eher ihre unhygienische Lebensweise in den Vordergrund stellen. Die hauptverantwortliche Kostümdesignerin wollte ihnen eine möglichst verwilderte Erscheinung geben, daher legte sie einige Kostüme zusammen mit Steinen in einen Betonmischer, damit diese zerschlissen aussahen.
Für das Make-up der Piraten trug man die Farben in Form von Fetten und Tinten in Schichten auf die Haut auf und tupfte die Farbe anschließend ab. Für das Auftragen verwendete man keine Schwämme, sondern Pinsel, damit die Farbe besser in die Hautfalten gelangte.
Mackenzie Crook, der Darsteller des holzäugigen Piraten Ragetti, trug vor allem weiche Kontaktlinsen, die sein Holzauge veranschaulichen sollten. Allerdings wurden bei ihm auch je nach Situation härtere Kontaktlinsen verwendet, die sein Auge größer wirken ließen, so dass es aussah, als stünde es hervor. Lee Arenberg, der Darsteller des Piraten Pintel, trug gelbe Kontaktlinsen, um ihn furchterregender wirken zu lassen. Geoffrey Rush und Johnny Depp trugen ebenfalls Kontaktlinsen. Rushs Kontaktlinsen lassen seine Augen trübe aussehen. Johnny Depps Kontaktlinsen hatten eine praktische Funktion: Sie sollten seine Augen wie eine Sonnenbrille vor zu starkem Lichteinfall schützen. Er trägt sie, wenn er in einer Szene gegen die Sonne blicken muss, um ständiges Blinzeln zu vermeiden.
Vince Lozano stellt einen Piraten dar, dessen Bart ständig brennt. Den Bart fertigte man aus Dreadlocks, in die man Drähte mit Kupferfassungen an den Enden einflocht. In die Fassungen wurden Räucherstäbchen gesteckt, die man vor dem Dreh anzündete.

### Soundtrack
Der Soundtrack stammt von Klaus Badelt und Hans Zimmer und besteht aus 15 Titeln.
Ursprünglich wurde Alan Silvestri als Komponist engagiert. Silvestri verließ allerdings wegen Meinungsverschiedenheiten mit Produzent Jerry Bruckheimer recht früh das Projekt, weshalb sich Gore Verbinski an Hans Zimmer wandte. Dieser arbeitete jedoch gerade an der Musik zu Last Samurai und hatte versprochen, keine anderen Projekte anzunehmen. Stattdessen empfahl er den damals recht unbekannten Komponisten Klaus Badelt. Dennoch arbeitete Zimmer mit Badelt an vielen Themen zusammen. Die Melodie komponierte er innerhalb einer einzigen Nacht, und erstellte ein vollständig synthetisiertes Demo, das einige Themen und Motive des Soundtracks enthält.
Da die Musik innerhalb von drei Wochen fertiggestellt sein musste, engagierten Zimmer und Badelt sieben weitere Komponisten. Teile des Materials wurden von der Hollywood Studio Symphony, einem Filmmusikorchester, unter der Leitung von Blake Neely innerhalb von vier Tagen aufgenommen. Große Teile der Filmmusik bestehen jedoch aus Samples und nicht aus Orchesteraufnahmen. Die Filmmusik wurde nur unter Badelts Namen sowohl auf der Soundtrack-CD als auch im Abspann veröffentlicht.
Wegen des kleinen, einfachen Orchesters und des knappen Zeitplans waren diese Aufnahmen wenig überzeugend. Badelt und sein Team überarbeiteten diese digital und fügten Soundeffekte sowie Aufnahmen eines Londoner Chors ein. Für die Veröffentlichung wurde der Soundtrack auf 43 Minuten gekürzt und thematisch gegliedert.
Die Musik ist hauptsächlich in d-Moll geschrieben und bedient sich in weiten Teilen eines simplen Orchesters, Kontrapunkte werden eher selten verwendet. Die Soundtracks der Fortsetzungen basieren auf der Arbeit zum ersten Film.
Die Musik findet auch außerhalb der Filme Anwendung. So wurde der Titel Barbossa is Hungry bei den Biathlon-Wettkämpfen der Olympischen Winterspiele 2006 regelmäßig gespielt, wenn die führende Person am Schießstand einlief. Auch bei Skisprung-Veranstaltungen oder bei Spielen der europäischen Fußball-Champions League war der Titel bereits zu hören. Außerdem gehört dieser Titel zum Soundtrack der Wasserachterbahn Poseidon im Europa-Park, wo er im Wartebereich im Wechsel mit Titeln aus anderen Filmen zu hören ist.

### Johnny Depp als Captain Jack Sparrow
Captain Jack Sparrow wird von Johnny Depp verkörpert, dem man bei der Darstellung des Charakters weitgehend künstlerische Freiheit ließ. Ursprünglich war für die Titelrolle Komiker Jim Carrey vorgesehen.
Johnny Depps charismatische Darstellung kann zu den Hauptgründen für den außergewöhnlichen Publikumserfolg des Films gezählt werden. Als Captain Sparrow schwankt er leicht beim Gehen und nuschelt bzw. lallt. Johnny Depp wurde bei der Darstellung seines Charakters wesentlich von Keith Richards, dem Gitarristen der Rolling Stones, beeinflusst. Depp ließ verlauten, Piraten seien die Rockstars ihrer Zeit gewesen. Da er Richards für den größten tatsächlichen Rockstar halte, habe es nahegelegen, den Charakter dieses Rockstars in die Rolle einzubauen. Zudem war Depp von Pepé le Pew, einer Cartoonfigur aus dem Hause Warner Bros., die ein zumeist hoffnungslos verliebt herum charmierendes Stinktier darstellt, beeinflusst worden, jedoch ist der Einfluss auf den Filmcharakter hier als geringfügig einzustufen.
Die deutsche Synchronstimme von Johnny Depp sollte zunächst von David Nathan, der üblicherweise Johnny Depp synchronisiert, übernommen werden. Der zuständige Supervisor entschied sich jedoch kurzfristig, den Part zusätzlich von Marcus Off aufnehmen zu lassen und die neue Version schließlich auch für den Film zu übernehmen. Auch in den beiden folgenden Teilen übernahm Marcus Off die deutsche Synchronisation Johnny Depps. Da Off aber für die Synchronisation des vierten Teils mehr Gage verlangte, wurde er durch David Nathan ersetzt.

### Veröffentlichung
Die Weltpremiere zu Fluch der Karibik fand am 28. Juni 2003 im Disneyland Resort in Kalifornien statt. Die Premiere für die Öffentlichkeit wurde am 9. Juli 2003 gefeiert. In Deutschland war der Film ab dem 2. September 2003 zu sehen. Die Altersfreigabe war von Land zu Land unterschiedlich. Während sie in Spanien bei 7 Jahren lag, durften in den Vereinigten Staaten wegen der Gewalt- und Actionszenen nur über 13 Jahre alte Kinobesucher einer der Filmvorstellungen beiwohnen. In Deutschland war der Film ab 12 Jahren freigegeben.
Der Film erzielte am ersten Wochenende 46,6 Mio. US-Dollar Einnahmen. Bei geschätzten Produktionskosten von 140 Mio. Dollar spielte er bis zum Dezember 2021 654,26 Mio. US-Dollar ein, davon alleine 305,4 Mio. in den USA. Fluch der Karibik lief bis zum 8. Januar 2004 mehr als ein halbes Jahr lang im Kino, allein in Deutschland sahen den Film über 6 Millionen Menschen.
Ab dem 2. November 2004 waren DVD und VHS im Handel erhältlich. Hierdurch steigerten sich die Einnahmen um 15 Millionen US-Dollar (12,8 Mio. Euro; 12 Mio. Schweizer Franken) aus dem Verleih. Die Verleihrechte liegen weltweit bei Walt Disney. In Deutschland vertreibt die Buena Vista International GmbH den Film.
Zusätzlich zum Film erschienen verschiedene Merchandisingartikel. So erschien am 10. Juli 2003 das Action-Adventure Fluch der Karibik für Xbox und PC. Dieses Spiel wurde vom Spieleentwickler Bethesda Softworks entwickelt und ist der Nachfolger zu Sea Dogs. Der offizielle Entwicklungstitel Sea Dogs 2 wurde einige Monate zuvor umgeändert, als Disney die Lizenz zum Spiel erwarb. In das Spiel wurden nachträglich Elemente aus Fluch der Karibik eingearbeitet, wie das Auftreten der Black Pearl und einigen Skelettpiraten. Sonst gibt es keine Parallelen zum Film. Derweil hat Ubisoft ein Spiel mit dem Titel Fluch der Karibik – Die Legende des Jack Sparrow veröffentlicht, das sich unter anderem mit der Vorgeschichte zu Fluch der Karibik beschäftigt. In dem Spiel kommen auch im Film nicht gezeigte Szenen aus Jack Sparrows Erzählungen vor, wie die Eroberung des Hafens von Nassau oder die Flucht von der einsamen Insel. Die Figur Jack Sparrow tritt neben seiner Präsenz in offiziellen Fluch-der-Karibik-Spielen auch im Nachfolger des Videospiels Kingdom Hearts in Erscheinung, in welchem die Handlung des Films (in groben Zügen) thematisiert wird.
Am 18. November 2010 wurde LEGO Pirates of the Caribbean: Das Videospiel angekündigt. Das Spiel wurde im Mai 2011 veröffentlicht und deckt inhaltlich die ersten vier Filme ab. Das Spiel wurde von Traveller’s Tales entwickelt und erschien auch auf dem Nintendo 3DS, der damals neuen Konsole von Nintendo, mit dem man das Spiel auch in 3D spielen kann.
Zudem erschienen in der Vgs Verlagsgesellschaft auf der Handlung basierende Bücher von Wolfgang und Rebecca Hohlbein. Die Kiddinx Entertainment GmbH veröffentlichte ein Hörspiel, das die Handlung in gekürzter Form wiedergibt. Hasbro brachte ein Brettspiel zum Film heraus.
In Deutschland lief die Free-TV-Premiere am 15. Oktober 2006 auf ProSieben. Diese verfolgten insgesamt 8,1 Millionen Zuschauer bei 24,8 Prozent Marktanteil, in der werberelevanten Zielgruppe waren es 5,99 Millionen bei 40,0 Prozent Marktanteil.

### Synchronisation
Die Synchronisation übernahm die Berliner Synchron GmbH Wenzel Lüdecke. Das Dialogbuch stammt von Lutz Riedel, der auch die Dialogregie führte.
| Darsteller              | Deutscher Sprecher   | Rollenname                 |
| ----------------------- | -------------------- | -------------------------- |
| Johnny Depp             | Marcus Off           | Captain Jack Sparrow       |
| Orlando Bloom           | Matthias Deutelmoser | Will Turner                |
| Keira Knightley         | Giuliana Jakobeit    | Elizabeth Swann            |
| Geoffrey Rush           | Martin Umbach        | Captain Hector Barbossa    |
| Jack Davenport          | Thomas Nero Wolff    | Commodore James Norrington |
| Kevin McNally           | Bert Franzke         | Joshamee Gibbs             |
| Jonathan Pryce          | Lutz Riedel          | Gouverneur Weatherby Swann |
| Lee Arenberg            | Jan Spitzer          | Pintel                     |
| Mackenzie Crook         | Stefan Krause        | Ragetti                    |
| Zoe Saldana             | Tanja Geke           | Anamaria                   |
| Giles New               | Gerald Schaale       | Murtogg                    |
| Angus Barnett           | Stefan Fredrich      | Mullroy                    |
| Isaac C. Singleton, Jr. | Tilo Schmitz         | Bo’Sun                     |
| Treva Etienne           | Erich Räuker         | Koehler                    |
| Michael Berry Jr.       | Bernd Schramm        | Twigg                      |
| Damian O’Hare           | Victor Neumann       | Lt. Gilette                |
| Vince Lozano            | Peter Groeger        | Jacobi                     |
| Trevor Goddard          | Gerald Paradies      | Grapple                    |
| Brye Cooper             | Olaf Reichmann       | Mallot                     |

## Rezeption

### Kritik
Fluch der Karibik wurde von der Kritik gut aufgenommen und als „Überraschungs- und Sommerblockbuster“ gefeiert. Das spiegelt sich auch in den Auswertungen US-amerikanischer Aggregatoren wider. So erfasst Rotten Tomatoes überwiegend positive Besprechungen und ordnet den Film dementsprechend als „Zertifiziert Frisch“ ein. Laut Metacritic fallen die Bewertungen im Mittel „Grundsätzlich Wohlwollend“ aus.
Besonders Johnny Depps Darbietung als Captain Jack Sparrow und die Mischung aus Komödie und Abenteuerfilm wurden gewürdigt. So urteilte das Lexikon des internationalen Films: „Intelligenter Mantel-und-Degen-Film, der durch seine humorvoll-fantastische Atmosphäre und Erzählhaltung ebenso besticht wie durch seinen Hauptdarsteller, der seine Figur mit augenzwinkernder Ironie anlegt. Für Freunde des Genres bietet der Film höchst vergnügliche Unterhaltung.“ Die Tatsache, dass der Film auf einer Disney-Attraktion basierte, sorgte für Verwirrung. So war dies für Mick LaSalle vom San Francisco Chronicle ein Anzeichen für die geringe Anzahl an guten Ideen in der Filmbranche. Er schrieb: „Ist das ein Zeichen für die Apokalypse? Nein, aber es deutet auf den Mangel an Inspiration und weist auf einen Film hin, der gänzlich aus Oberfläche gebildet und mit Luft gefüllt ist.“

#### Handlung
An der Handlung wurde einerseits bemängelt, dass sie unlogische Elemente enthalte, und andererseits, dass sie zu viele Wechsel habe, was den Film unnötig in die Länge ziehe.
Nach der Meinung des Filmkritikers Roger Ebert seien die Kämpfe mit den Untoten der größte Fehler des Films. In seinen Augen seien die Gefechte zwischen den untoten Piraten und den Soldaten Port Royals sinnlos. Die Untoten müssten von vornherein als Sieger feststehen, da sie nicht sterben könnten und insofern so lange kämpfen könnten, bis die lebenden Truppen besiegt wären. Dies war einer der Gründe, weshalb Ebert die Handlung als „schwachsinnig“ bezeichnete.
Ed Park fragte im Pittsburgh Tribune: „Wie viele Verzögerungen und Umleitungen kann man in einem Film unterbringen?“ Er kritisierte damit die Vielzahl der Kämpfe und inhaltlichen Wechsel. Für Ty Burr vom Boston Globe war der Film schick, wenngleich er einen zunehmend verwirrenden Plot habe.
Ebert störte auch die Länge des Films, er schrieb, der Film fühle sich an, als enthalte er bereits eine Fortsetzung. Der Filmkritiker James Berardinelli sah dies ähnlich. Der Film sei gut 30 Minuten zu lang. Die langwierigen Kämpfe mit den Untoten, die nicht getötet werden könnten, wiederholten sich. Der Film als Ganzes bereite jedoch soliden Spaß.

#### Darsteller
Die Darsteller von Fluch der Karibik wurden von der Kritik insgesamt gelobt. Besonders Johnny Depps Darstellung des exzentrischen Seeräubers Captain Jack Sparrow wurde gewürdigt. Mick LaSalle äußerte, er sehe Depp und Rush gerne zu, und Orlando Bloom sei die Netter-Junge-von-nebenan-Rolle vertraut, in deren Grenzen er sich bewege. Keira Knightley mache ihre Sache gut, und es überraschte, dass sie erst 18 Jahre alt sei. Roger Ebert war von Knightleys Darstellung der Elizabeth Swann hingegen nicht so begeistert. In seinen Augen erzeuge sie nicht genug Feuer, welches erkläre, weshalb diese Säbelrassler ihr Leben für sie riskieren würden. Bloom sei allerdings eine gute Besetzung, und Ebert fügte hinzu, Bloom habe das klassische Profil eines Stummfilm-Stars. Bezüglich Depps Interpretation Jack Sparrows schloss er sich der überwiegenden Ansicht an. „Man kann sagen, dass seine Darstellung in jedem Atom originell ist. Es hat noch nie einen Piraten oder ein menschliches Wesen gegeben wie dieses in diesem Film.“ Berardinelli geht gar so weit zu sagen, Fluch der Karibik gehöre Johnny Depp.

#### Running Gag
Zu einem wiederkehrenden komödiantischen Teil werden die beiden etwas vertrottelten Piraten Pintel und Ragetti, verkörpert durch Lee Arenberg und Mackenzie Crook. Ragetti muss dabei wiederholt um sein Holzauge kämpfen, welches später im dritten Teil zu einem Schlüsselelement wird.

#### Klischees
Der Film liefert klassische Piratenfilmklischees, was jedoch von den meisten Kritikern nicht bemängelt wurde. Der Boston Globe war von den Duellen im Takelwerk, den Breitseiten zu See, Papageien, Planken und Grog begeistert und merkt anerkennend an, dass auch genretypische Ausrufe wie „Arrrr“ in dem Film vorkommen.
Woran viele Piratenfilme der Vergangenheit gescheitert waren, machte sich Fluch der Karibik zunutze. So urteilten auch die Kinokritiker von Bayern 3, dass die Geschichte kaum ein bekanntes Motiv auslasse, aber fast immer einen neuen Kniff finde, dieses darzustellen. Diese Flexibilität gegenüber anderen Piratenfilmen zeige, dass sich der Film auf angenehme Weise selbst nicht ernst nehme. Auch äußerten sich die Bayern-3-Kritiker zu typischen Hollywood-Klischees: „Der Grundton von ‚Fluch der Karibik‘ ähnelt manchmal klassischem Hollywood, dann wieder in all seiner offenkundigen Selbstironie postmodernem Zitatenspiel.“ Ähnlich urteilte auch die United States Conference of Catholic Bishops: Es handle sich um eine „selbstparodierende Geschichte“.

### Auszeichnungen
Fluch der Karibik war bei der Oscarverleihung 2004 für fünf Trophäen nominiert, unter anderem Johnny Depp als bester Hauptdarsteller, ging aber in allen Kategorien leer aus.
Bei den Golden Globes erhielt Fluch der Karibik eine Nominierung. Auch hier für Johnny Depp, allerdings musste er sich in der Kategorie Bester Hauptdarsteller in einer Komödie oder einem Musical Bill Murray geschlagen geben.
Der Film wurde in elf Kategorien (Hauptdarsteller, Nebendarsteller, Nebendarstellerin, Regie, Fantasyfilm, beste DVD-Special-Edition-Veröffentlichung, Make-up, Spezialeffekte, Musik, Kostüme und Keira Knightley für den Cinescape Genre Face of the Future Award) für den Saturn Award nominiert, wobei einzig Penny Rose für die besten Kostüme ausgezeichnet wurde.
Den britischen Filmpreis BAFTA Award nahmen Ve Neill und Martin Samuel für das beste Make-up entgegen. In den Kategorien Hauptdarsteller, Kostüme, Spezialeffekte und Ton erhielt Fluch der Karibik Nominierungen, die keine Auszeichnungen nach sich zogen.
Außerdem gewannen Keira Knightley und Orlando Bloom in den Kategorien Best Liplock und Best Chemistry beim Teen Choice Award.
Johnny Depp erhielt insgesamt 16 Nominierungen für verschiedene Filmpreise, darunter neben zahlreichen als bester Hauptdarsteller auch für den MTV Movie Award zusammen mit Orlando Bloom in der Kategorie Beste Action-/Kampfsequenz. In sieben Kategorien konnte er eine Auszeichnung entgegennehmen. Dazu zählt unter anderem die Auszeichnung der Schauspielergilde, der Screen Actors Guild Award.

## Fortsetzungen
Bisher wurden vier Fortsetzungen veröffentlicht. Pirates of the Caribbean – Fluch der Karibik 2 erschien am 7. Juli 2006 in den Vereinigten Staaten und am 27. Juli in Deutschland. Der dritte Teil Pirates of the Caribbean – Am Ende der Welt lief am 24. Mai 2007 in den amerikanischen und deutschen Kinos an. Am 19. Mai 2011 kam ein vierter Teil, Pirates of the Caribbean – Fremde Gezeiten, in die deutschen Kinos, nachdem er am 7. Mai in den Vereinigten Staaten Premiere gehabt hatte. Insgesamt spielten die ersten vier Teile weltweit bis jetzt mehr als 3,7 Milliarden US-Dollar (3,2 Mrd. Euro; 3 Mrd. Schweizer Franken) ein.
Der fünfte Teil Pirates of the Caribbean: Salazars Rache (Pirates of the Caribbean: Dead Men Tell No Tales) war für Sommer 2015 geplant. Aufgrund geforderter Veränderungen am Skript und des Misserfolgs von Lone Ranger wurde dieser Termin jedoch verworfen. Stattdessen kam der Film im Mai 2017 ins Kino.